# Héctor Freschi
Pour les articles homonymes, voir Freschi.
Héctor Luis Freschi (né le 22 mai 1911 et mort le 18 juillet 1993) était un footballeur argentin.

## Biographie
Héctor joue en tant que gardien de but durant les années 1930 dans le club de football argentin du Sarmiento de Resistencia.
Ses bonnes prestations dans la Liga Chaqueña attirent l'attention du sélectionneur de l'équipe d'Argentine, l'Italien Felipe Pascucci qui le convoque dans sa liste de 18 joueurs pour disputer la coupe du monde 1934 en Italie.